# Dangshan

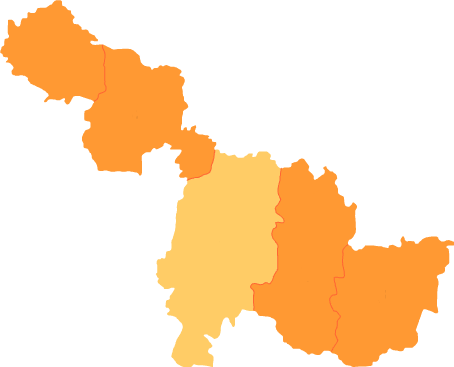
Lage des Kreises Dangshan im Gebiet der bezirksfreien Stadt Suzhou

Der Kreis Dangshan (chinesisch 砀山县, Pinyin Dàngshān Xiàn) ist ein Kreis im Norden der chinesischen Provinz Anhui. Er gehört zum Verwaltungsgebiet der bezirksfreien Stadt Suzhou (宿州). Er hat eine Fläche von 1.205 Quadratkilometern und zählt 845.000 Einwohner (Stand: Ende 2018). Sein Hauptort ist die Großgemeinde Dangcheng (砀城镇).
Die Longhai-Bahn verbindet Dangshan mit Lanzhou und Lianyungang.

## Administrative Gliederung
Auf Gemeindeebene setzt sich der Kreis aus dreizehn Großgemeinden zusammen. 